# Adam Seroczyński
Adam Dariusz Seroczyński (ur. 13 marca 1974 w Olsztynie) – polski kajakarz, brązowy medalista olimpijski z Sydney (2000), olimpijczyk z Aten (2004) i Pekinu (2008), medalista mistrzostw świata, mistrz Europy, wielokrotny mistrz Polski.

## Kariera sportowa
Był zawodnikiem WTSW Olsztyn (1992-1998), OKS Olsztyn (1999-2005) i Posnanii (2005-2008). W swojej karierze zdobył trzy medale mistrzostw świata, brązowy medal olimpijski, mistrzostwo Europy, dwa brązowe medale mistrzostw Europy i 15 tytułów mistrza Polski (pierwsze trzy w 1993 w barwach WTSW Olsztyn, ostatni w 2008 jako zawodnik Posnanii). Jego karierę przerwała dyskwalifikacja za doping w czasie Igrzysk Olimpijskich w Pekinie (2008).

### Igrzyska olimpijskie
- 2000: K-4 1000 m - 3 m. (partnerami byli Dariusz Białkowski, Grzegorz Kotowicz i Marek Witkowski)
- 2004: K-1 1000 m - odpadł w półfinale, K-4 1000 m - 8 m. (partnerami byli Tomasz Mendelski, Rafał Głażewski i Dariusz Białkowski)
- 2008: K-2 1000 m - 4 m. (z Mariuszem Kujawskim) - następnie dyskwalifikacja za doping stwierdzony u Seroczyńskiego

### Mistrzostwa świata
- 1997: K-4 1000 m - 4 m. (partnerami byli Marek Witkowski, Grzegorz Kaleta i Paweł Łakomy)
- 1998: K-4 500 m - 6 m. (partnerami byli Marek Witkowski, Grzegorz Kaleta i Paweł Łakomy), K-4 1000 m - 7 m. (partnerami byli Marek Witkowski, Grzegorz Kaleta i Paweł Łakomy)
- 1999: K-4 1000 m - 4 m. (partnerami byli Marek Witkowski, Grzegorz Kotowicz i Dariusz Białkowski)
- 2001: K-4 1000 m - 9 m. (partnerami byli Marek Witkowski, Grzegorz Kotowicz i Dariusz Białkowski)
- 2002: K-1 500 m - 4 m., K-1 1000 m - 3 m.
- 2003: K-1 1000 m - 6 m.
- 2005: K-2 1000 m - 7 m. (z Tomaszem Nowakiem)
- 2006: K-2 500 m - 8 m. (z Tomaszem Górskim), K-2 1000 m - 3 m. (z Tomaszem Górskim)
- 2007: K-2 1000 m - 2 m. (z Mariuszem Kujawskim)

### Mistrzostwa Europy
- 1997: K-4 1000 m - 3 m. (partnerami byli Marek Witkowski, Grzegorz Kaleta i Piotr Markiewicz)
- 1999: K-4 1000 m - 1 m. (partnerami byli Marek Witkowski, Grzegorz Kotowicz i Dariusz Białkowski)
- 2000: K-4 500 m - 6 m. (partnerami byli Marek Witkowski, Rafał Głażewski i Dariusz Białkowski), K-4 1000 m - 6 m. (partnerami byli Marek Witkowski, Grzegorz Kotowicz i Dariusz Białkowski)
- 2001: K-4 1000 m - 9 m. (partnerami byli Marek Witkowski, Grzegorz Kotowicz i Dariusz Białkowski)
- 2002: K-1 500 m - 7 m., K-1 1000 m - 2 m.
- 2007: K-4 1000 m - 3 m. (partnerami byli Marek Twardowski, Tomasz Mendelski i Adam Wysocki)

### Mistrzostwa Polski
W latach 1993–2008 zdobył 15 tytułów mistrza Polski:
- K-1 1000 m: 2000, 2001, 2004, 2005, 2008
- K-2 1000 m: 2007 (z Krzysztofem Łuczakiem)
- K-4 1000 m: 1993, 1994, 1995, 2007
- K-4 1000 m: 1993, 1994, 2006, 2007
- K-4 10000 m: 1993

### Dyskwalifikacja zadoping
Adam Seroczyński został poddany kontroli antydopingowej bezpośrednio po wyścigu w konkurencji K-2 1000 m na Igrzyskach Olimpijskich w Pekinie, w dniu 22 sierpnia 2008. Badania pobranych próbek A (uzyskany w dniu 25 sierpnia 2008) i próbki B (uzyskany w dniu 4 września 2008) potwierdziły obecność zakazanego środka o nazwie klenbuterol. Zawodnik bronił się, wskazując, że niedozwolona substancja mogła znajdować się w jedzeniu produkowanym w Chinach, które zostało mu podane w czasie pobytu na zawodach. Międzynarodowy Komitet Olimpijski nie uznał tych wyjaśnień i w dniu 11 grudnia 2008 pozbawił A. Seroczyńskiego i jego partnera z osady M. Kujawskiego zajętego na igrzyskach czwartego miejsca. Apelacja zawodnika do Międzynarodowego Trybunału Arbitrażowego ds. Sportu została oddalona w dniu 20 sierpnia 2009. W konsekwencji w grudniu 2009 Międzynarodowa Federacja Kajakowa nałożyła na niego dwuletnią dyskwalifikację, która trwała od 3 lutego 2009 (data tymczasowego zawieszenia) do 3 lutego 2011. Dyskwalifikacja ta pozbawiła także zawodnika prawa startu na Igrzyskach Olimpijskich w Londynie (2012). Seroczyński zakończył karierę w 2009, jeszcze przed rozpoznaniem jego apelacji przez trybunał arbitrażowy.